# Maria Sundbom
Maria Irene Sundbom Lörelius, född 19 maj 1975 i Uppsala församling, Uppsala län, är en svensk skådespelare. 
Maria Sundbom har tillhört den fasta ensemblen på Uppsala Stadsteater. Hon var med i 2006 års julkalender LasseMajas detektivbyrå. Hon medverkar också i serien Lasermannen och filmen Solstorm. Hon spelade även med i 2013 års julkalender Barna Hedenhös uppfinner julen, där hon är karaktären Nanny som jobbar för statsminister Erland och åker ofta ut på uppdrag tillsammans med Junior (Björn Gustafsson). År 2020 spelade hon huvudrollen i TV-serien Dejta.
Maria Sundbom fick en Guldbagge 2017 för bästa kvinnliga huvudroll i Flickan, mamman och demonerna.

## Filmografi

### Filmer
- 2007 – Solstorm
- 2009 – Barbieblues
- 2009 – Maskeraden
- 2010 – Wallander – Arvet
- 2016 – Flickan, mamman och demonerna
- 2017 – Exfrun
- 2022 – Beck – Dödsfällan
- 2023 – Beck – Dödläge
- 2023 – Maria Wern – Vinna eller försvinna
- 2025 – Kevlarsjäl

### TV-serier
- 2005 – Lasermannen
- 2006 – LasseMajas detektivbyrå
- 2011 – Bron
- 2012 – Sam tar över
- 2013 – Barna Hedenhös uppfinner julen
- 2016 – Fröken Frimans krig (TV-serie)
- 2018 – Det som göms i snö (TV-serie)
- 2019 – Störst av allt (TV-serie)
- 2019 – Innan vi dör (TV-serie)
- 2020 – Dejta (TV-serie)

## Teater

### Roller (ej komplett)
| År   | Roll                         | Produktion                                                       | Regi              | Teater                   |
| ---- | ---------------------------- | ---------------------------------------------------------------- | ----------------- | ------------------------ |
| 2006 | Bolette                      | Frun från havet Henrik Ibsen                                     | Sara Cronberg     | Stockholms stadsteater   |
| 2010 | Dolly                        | Anna Karenina Lev Tolstoj                                        | Linus Tunström    | Uppsala stadsteater      |
| 2012 |                              | Fanny och Alexander Ingmar Bergman                               | Linus Tunström    | Uppsala stadsteater      |
| 2016 | Kvinnan i fisknätet Hertigen | Falla ur tiden David Grossman                                    | Suzanne Osten     | Dramaten                 |
| 2017 | Stenberg                     | Norrtullsligan Elin Wägner                                       | Carolina Frände   | Kulturhuset Stadsteatern |
| 2018 | Berättaren                   | Krilon Eyvind Johnson                                            | Carolina Frände   | Kulturhuset Stadsteatern |
| 2019 | Sherlock Holmes              | Sherlock Holmes: Det vita hjärtat Joakim Sten                    | Carolina Frände   | Kulturhuset Stadsteatern |
| 2021 | Berit                        | Titta pappa, en död cirkus! Kristina Lugn och Staffan Westerberg | Martina Montelius | Teater Brunnsgatan Fyra  |